# Trýzelka šedá
Trýzelka šedá (Syrenia cana) je ohrožená, pískomilná, žlutě kvetoucí rostlina rostoucí většinou na neúrodných písčitých naplaveninách. Je to druh rodu trýzelka který bývá někdy slučován s rodem trýzel Erysimum.

## Rozšíření
Druh se vyskytuje v jihovýchodní Evropě a ve východní části střední Evropy. Jeho areál rozšíření zahrnuje Slovensko, Maďarsko, Slovinsko, Chorvatsko, Srbsko, Bulharsko, Rumunsko, Ukrajinu, Krym a jihozápad evropského Ruska. V České republice se nevyskytuje, na Slovensku kterým prochází severní hranice jeho výskytu je ((slovensky) syrénia sivá) prohlášena za kriticky ohrožený druh a je zákonem chráněná.
Trýzelka šedá se vyskytuje hlavně v panonských travnato-bylinných porostech ve vnitrozemských dunách a na místech s vátými písky, vyrůstá na půdě která je na živiny velice chudá. Je přizpůsobena větrné erozi půdy, toleruje i částečné zavátí. Její rozšíření se váže na lokality kde v pleistocénu a počátkem holocénu byly široké meandry dolních toků velikých řek (např. Dunaj, Morava, Tisa) a po tisíciletí se usazovaly naplavované písky.

## Popis
Dvouleté rostliny jsou porostlé měkkými rozvětvenými chlupy které jim dávají šedozelené až šedé zabarvení. Z úzkého vřetenovitého kořene roste vzpřímená, jednoduchá nebo rozvětvená, v dolní části nafialovělá a vřetenovitými chlupy porostlá lodyha 20 až 80 cm vysoká. Listy, často nakupené ve spodní části lodyhy, mají 1 až 2 mm řapíky a jsou v obryse čárkovité a po obvodě celistvé. Druh je poměrně variabilní, např. někdy vespod lodyhy rostou ze spících pupenů listové růžice.
Oboupohlavné čtyřčetné květy vytvářejí květenství hrozen. Kališní lístky 6 až 10 mm dlouhé jsou u báze vakovitě vyduté. Okrouhlé korunní lístky, zbarvené světložlutě až sírovožlutě, jsou 12 až 20 mm dlouhé, 3 až 6 mm široké a mají nehtíky delší než zbytky lístků.
Plodem je čtyřhranná šešule, 5 až 20 mm dlouhá a 2 až 4 mm široká, která má výraznou střední žilku a na konci okolo 5 mm dlouhou suchou čnělkou. Semena jsou ve dvoupouzdré šedé šešuli uložena ve dvou řadách, jsou okrovohnědá, vejčitá s malým zobáčkem a bývají dlouhá 1 až 2 mm.